# ولسوالی چارپولک
چاربولک یا آدینه مسجد یکی از ولسوالی‌های ولایت بلخ در جنوب خاوری افغانستان است با جمعیتی نزدیک به ۶۶٬۳۰۰ نفر. اکثریت مردم این ولسوالی را پشتون ها تشکیل می‌دهند.

## نام
در زمان امان‌الله‌شاه یکی از افراد او به نام وزیر محمدگل مهمند نایب‌الحکومهٔ ولایت بلخ شد. وی سیاست پشتون‌سازی را در این ولایت پیشه کرد و نام بسیاری از مناطق ولایت بلخ را تغییر داد. محمدگل مهمند نام این ولسوالی را از آدینه‌مسجد به چاربولک تغییر داد.